# Ir Karmel
Ir Karmel nebo Ir ha-Karmel (hebrejsky: עיר כרמל nebo עיר הכרמל, doslova „Město Karmel“, arabsky: مدينة الكرمل, v oficiálním přepisu do angličtiny Ir Karmel, nazýváno též Carmel City) bylo město v Izraeli, v  distriktu Haifa existující v letech 2003-2009, vzniklé administrativním sloučením dvou do té doby samostatných obcí. Zaniklo opětovným rozdělením na dvě původní obce.

## Geografie
Leželo v nadmořské výšce 450 metrů v kopcovité a zalesněné krajině v pohoří Karmel, cca 75 kilometrů severovýchodně od centra Tel Avivu a cca 13 kilometrů jihovýchodně od Haify (nedaleko okraje její aglomerace). Ir Karmel obývali arabsky mluvící Drúzové. V okolní krajině ale převažovalo židovské osídlení. Město bylo na dopravní síť napojeno pomocí místní silnice číslo 672.

## Dějiny
Vzniklo roku 2003 sloučením dvou původně samostatných místních rad (malých měst) Dalijat al-Karmel a Isfija. Zpočátku bylo nově vzniklé město nazýváno Dalijat al-Karmel — Isfija, později přijato jméno Ir Karmel. Šlo o jediné drúzské město v Izraeli.
Vytvoření města bylo součástí programu izraelské vlády, v jehož rámci mělo dojít ke slučování obcí a tím k zefektivnění místní správy a samosprávy. Unie se ale neosvědčila. Město dlouhodobě čelilo špatné finanční situaci a dluhům. V roce 2009 byla například do obou jeho částí kvůli nespláceným účtům přerušena společností Mekorot dodávka vody. Na přání místních obyvatel bylo rozhodnuto město Ir Karmel rozpustit. 5. listopadu 2008 s tím souhlasil Kneset a v srpnu 2009 se obě původní historické obce, jež ho tvořily, osamostatnily. Souběžně došlo i k rozpuštění města Šagor v Galileji.

## Demografie
Ir Karmel byl město s ryze arabskou populací. V roce 2005 tvořili 88,6 % obyvatelstva arabští Drúzové, 6,3 % arabští křesťané a 5 % arabští muslimové. Šlo o středně velké sídlo městského typu s trvalým růstem. K 30. září 2009 zde žilo 25 600 lidí. Během roku 2008 vzrostla populace o 1,6 %.
| Rok            | 1955  | 1961  | 1972   | 1983   | 1995   | 2003   | 2004   | 2005   | 2006   | 2007   | 2008   | 2009   |
| -------------- | ----- | ----- | ------ | ------ | ------ | ------ | ------ | ------ | ------ | ------ | ------ | ------ |
| Počet obyvatel | 5 700 | 7 000 | 10 400 | 14 800 | 19 900 | 23 219 | 23 616 | 24 002 | 24 439 | 24 857 | 25 253 | 25 600 |

* údaje za roky 1955, 1961, 1972, 1983, 1995 a 2009 zaokrouhleny na stovky